# رساله سپهسالار
رسالهٔ سپهسالار تذکره‌ای دربارهٔ مولوی، خانواده و اخلافش به قلم فریدون بن احمد سپهسالار است. این رساله که پس از ابتدانامهٔ سلطان ولد دومین مرجع قدیمی در باب مولوی محسوب می‌شود، تقریباً نیم قرن پس از درگذشت مولوی نوشته شده‌است. سپهسالار خود پیرو طریقت مولویه بوده و زندگانی مولوی را درک کرده و در کسوت شاهدی دست اول به چشم دیده‌است.
رسالهٔ سپهسالار تا قبل از قرن بیستم میلادی عملاً تحت‌الشعاع مناقب‌العارفین افلاکی قرار داشت و چندان شناخته‌شده نبود اما روایتش معقول‌تر و باورپذیرتر می‌نماید. متن فارسی رساله را اولین بار سید محمود علی در سال ۱۳۱۹ قمری / ۱۹۴۷ میلادی در هند چاپ کرد و چندی بعد سعید نفیسی آن را در تهران منتشر کرد. ترجمهٔ ترکی آن هم توسط مِهدَت بهاری در سال ۱۹۱۳، احمد عونی قونوق در سال ۱۹۳۸، و تحسین یازیچی در سال ۱۹۷۷ منتشر شده‌است. بهرام بهیزاد بررسی نقادانه‌ای از رسالهٔ سپهسالار را در سال ۱۳۷۶ شمسی منتشر کرد و مدعی شد رساله فاقد اصالت و در واقع نسخهٔ ویرایش‌شده‌ای از مناقب‌العارفین افلاکی است. شایان ذکر است که هیچ‌یک از مولوی‌پژوهان پیشین چون بدیع‌الزمان فروزانفر یا عبدالباقی گلپینارلی در صحت اصالت رساله شک نکرده بودند.
فرانکلین لوئیس با توجه به مطالب کتاب، تاریخ تصنیف آن را بین سال‌های ۱۳۱۲ یا ۱۳۲۰ تا ۱۳۳۸ میلادی (۷۱۲ یا ۷۲۰ تا ۷۳۹ هجری قمری) می‌داند. فریدون سپهسالار دو بار در رساله‌اش عنوان می‌کند که ۴۰ سال را در محضر مولوی گذرانده‌است. او وقایع پنجاه سال بعد از فوت مولوی را هم وصف کرده و اگر فرض کنیم هنگام ورود به حلقهٔ مولوی جوانی ۲۰ ساله بوده، لازم است که بیش از ۱۰۰ سال عمر کرده باشد که بعید به نظر می‌رسد. لوئیس دو راه‌حل مختلف برای حل این معما ارائه می‌دهد: نخست اینکه بخش‌های انتهایی کتاب توسط دیگران (خاصه پسرش) نوشته شده باشد؛ دوم آنکه همنشینی ۴۰ سالهٔ سپهسالار با مولوی مبالغه باشد چرا که عدد ۴۰ در ادبیات فارسی گونه‌ای تقدس یافته‌است (رسیدن به پختگی در سن ۴۰ سالگی، یا ۴۰ شبانه‌روز روزه‌داری معروف به چله‌نشینی).
سپهسالار در رساله‌اش ماجرای نوشتن کتاب را اینگونه شرح می‌دهد. یکی از مولویان به سپهسالار گفته که جملهٔ مریدانْ پیر و فرتوت شده‌اند و دیرزمانی دیگر نخواهند زیست و خاطراتشان از احوال و کرامات شیخ مولانا را با خود به گور خواهند برد. سپهسالار در ابتدا پیشنهاد نوشتن رساله را نپذیرفته چرا که وصف مولانا را خارج از توان اندک خویش دیده‌است. اما آن شخص اصرار ورزیده و بیتی از مولانا را به زبان آورده: «آب جیحون را اگر نتوان کشید / هم به قدر تشنگی بتوان چشید» تا در نهایت سپهسالار به تصنیف رساله تن داد.
مقبرهٔ سپهسالار در جوار مقبرهٔ بهاءالدین ولد قرار دارد که حاکی از جایگاهٔ والای او بین مولویان آن دوره است.

## تصحیح‌ها
سعید نفیسی، محمدعلی موحد و محمّد افشین‌وفایی تصحیح‌هایی از این رساله چاپ کرده‌اند.